# Stone Park
Stone Park – wieś w Stanach Zjednoczonych, w stanie Illinois, w hrabstwie Cook.